# Projekt 1331

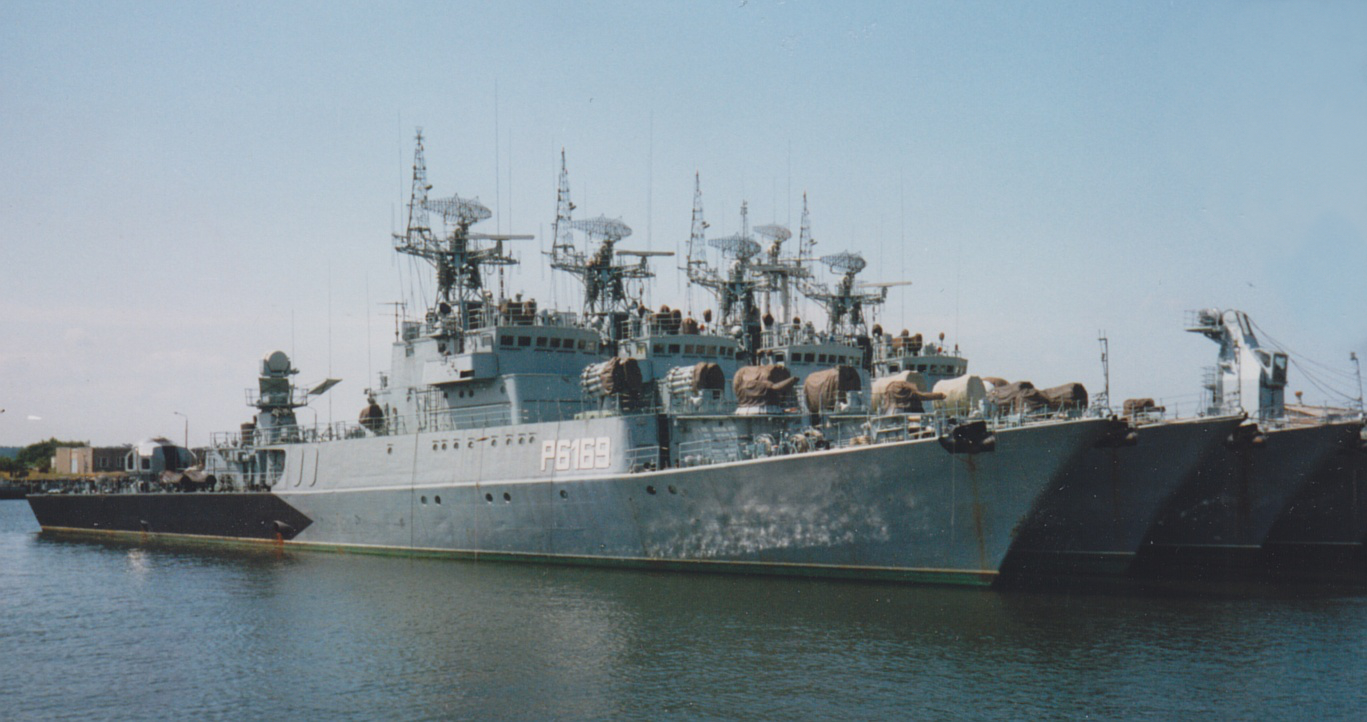
Fyra avrustade Parchim-klass korvetter i Peenemünde 1991.

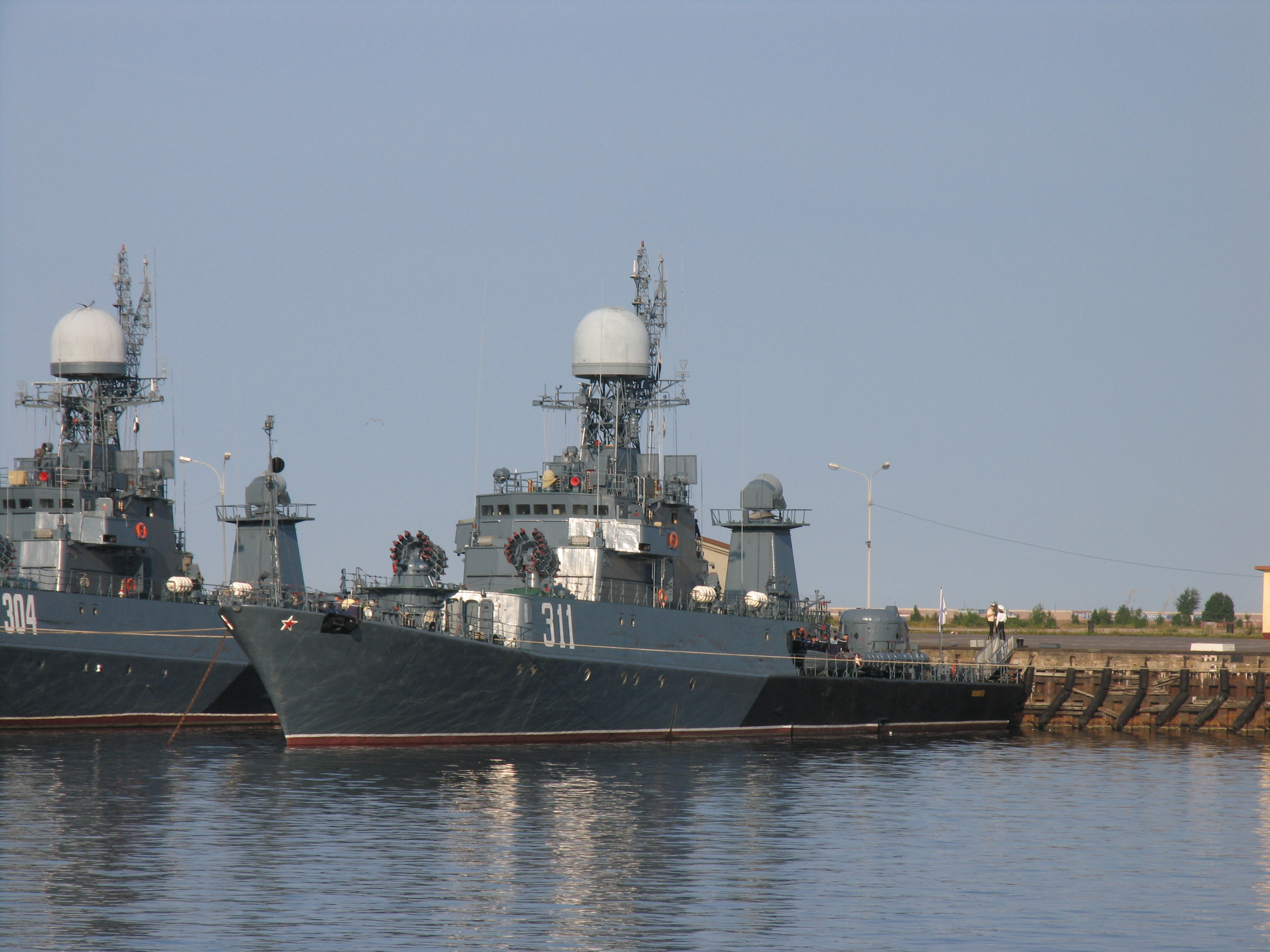
De ryska korvetterna MPK-192 (nummer 304) och MPK-205 (nummer 311) i Kronstadt, augusti 2010. Notera den stora radarkupolen som är det mest framträdande kännetecknet för de ryska korvetterna.

Projekt 1331 eller Parchim-klass är en klass ubåtsjaktkorvetter utvecklade för östtyska Volksmarine under 1970-talet. Fartygen var dugliga för ubåtsjakt i grunda vatten, men var klent beväpnade vad gäller självskydd mot flygplan och andra fartyg.
För att stimulera östtysk varvsindustri beställde Sovjetunionen tolv fartyg av den förbättrade modellen Projekt 1331M med modernare radar och kraftigare beväpning. Trots uppgraderingen var Projekt 1331M fortfarande underlägsen den snabbare och kraftigare beväpnade Projekt 1124 Albatros.

## Varianter

### Projekt 1331
Sexton fartyg byggda för östtyska Volksmarine. Huvudartilleri var en dubbel 57 mm AK-725 allmålspjäs med eldledningsradarn MR-103 Bars kompletterad med TV-kamera. Efter Tysklands återförening såldes samtliga fartyg till Indonesien för 12,7 miljoner dollar där de renoverades och bland annat fick nya motorer och luftkonditionering.

### Projekt 1331M
Tolv fartyg byggda för sovjetiska östersjöflottan. Huvudartilleri var en 76 mm AK-176 allmålskanon med eldledningsradarn MR-105 Turel, senare uppgraderad till MR-123 Vympel i samband med att AK-230:an byttes ut mot en AK-630. Sju fartyg är kvar i aktiv tjänst.

## Fartyg i klassen

### Östtyska/Indonesiska
241 Wismar
Påbörjad 2 oktober 1978. Sjösatt 6 juli 1979. Tagen i tjänst 9 juli 1981 i 4.flottiljen (Warnemünde). Såld till Indonesien i juli 1992 och omdöpt till Sutanto.
242 Parchim
Påbörjad 2 oktober 1978. Sjösatt 9 oktober 1979. Tagen i tjänst 9 april 1981 i 4.flottiljen (Warnemünde). Såld till Indonesien i juli 1992 och omdöpt till Suteti Senoputra.
243 Perleberg
Påbörjad ?. Sjösatt ?. Tagen i tjänst 19 september 1981 i 4.flottiljen (Warnemünde). Såld till Indonesien i juli 1992 och omdöpt till Memet Sastrawiria.
244 Bützow
Påbörjad ?. Sjösatt 12 mars 1980. Tagen i tjänst 30 december 1981 i 4.flottiljen (Warnemünde). Såld till Indonesien i juli 1992 och omdöpt till Wiratno.
221 Lübs
Påbörjad 2 oktober 1979. Sjösatt 11 juni 1980. Tagen i tjänst 12 februari 1982 i 4.flottiljen (Warnemünde). Såld till Indonesien i juli 1992 och omdöpt till Cut Nyak Dien.
222 Bad Doberan
Påbörjad ?. Sjösatt ?. Tagen i tjänst 30 juni 1982 i 4.flottiljen (Warnemünde). Såld till Indonesien i juli 1992 och omdöpt till Sultan Thala Syafuddin.
223 Gustrow
Påbörjad ?. Sjösatt 31 december 1980. Tagen i tjänst 10 november 1982 i 4.flottiljen (Warnemünde). Såld till Indonesien i juli 1992 och omdöpt till Hasan Basri.
224 Waren
Påbörjad ?. Sjösatt ?. Tagen i tjänst 23 november 1982 i 4.flottiljen (Warnemünde). Såld till Indonesien i juli 1992 och omdöpt till Nuku.
231 Prenzlau
Påbörjad ?. Sjösatt 26 juni 1981. Tagen i tjänst 11 maj 1983 i 1.flottiljen (Sassnitz). Såld till Indonesien i juli 1992 och omdöpt till Kapitan Patimura.
232 Ludwigslust
Påbörjad ?. Sjösatt 1 oktober 1981. Tagen i tjänst 4 juli 1983 i 1.flottiljen (Sassnitz). Såld till Indonesien i juli 1992 och omdöpt till Pati Unus.
233 Ribnitz-Damgarten
Påbörjad ?. Sjösatt 28 december 1981. Tagen i tjänst 29 oktober 1983 i 1.flottiljen (Sassnitz). Såld till Indonesien i juli 1992 och omdöpt till Utung Suropati.
234 Teterow
Påbörjad 1 juli 1981. Sjösatt 27 mars 1982. Tagen i tjänst 27 januari 1984 i 1.flottiljen (Sassnitz). Såld till Indonesien i juli 1992 och omdöpt till Imam Bunjol.
211 Gadebusch
Påbörjad 17 augusti 1981. Sjösatt 1982. Tagen i tjänst 31 augusti 1984 i 1.flottiljen (Peenemünde). Såld till Indonesien i juli 1992 och omdöpt till Silus Papare.
212 Grevesmühlen
Påbörjad 7 december 1981. Sjösatt 3 september 1982. Tagen i tjänst 21 september 1984 i 1.flottiljen (Peenemünde). Såld till Indonesien i juli 1992 och omdöpt till Teuku Umar.
213 Bergen
Påbörjad ?. Sjösatt ?. Tagen i tjänst 1 februari 1985 i 1.flottiljen (Peenemünde). Såld till Indonesien i juli 1992 och omdöpt till Tjiptadi.
214 Angermünde
Påbörjad ?. Sjösatt ?. Tagen i tjänst 26 juli 1985 i 1.flottiljen (Peenemünde). Såld till Indonesien i juli 1992 och omdöpt till Lambung Mangkurat.

### Sovjetiska/Ryska
MPK-192 Urengoj
Påbörjad 26 februari 1985. Sjösatt 29 augusti 1985. Tagen i tjänst 19 december 1986. Döpt till Urengoj 28 januari 2011.
MPK-205 Kazanets
Påbörjad 4 januari 1985. Sjösatt 28 december 1985. Tagen i tjänst 28 april 1986. Döpt till Kazanets 10 februari 1998
MPK-67
Påbörjad 28 mars 1985. Sjösatt 19 april 1986. Tagen i tjänst 30 juni 1987. Avrustad 22 juni 2005.
MPK-99 Zelenodolsk
Påbörjad 25 juni 1985. Sjösatt 12 augusti 1986. Tagen i tjänst 28 december 1987. Döpt till Zelenodolsk 28 oktober 2004.
MPK-105
Påbörjad 30 december 1985. Sjösatt 20 november 1986. Tagen i tjänst 16 mars 1988.
MPK-213
Påbörjad 8 april 1986. Sjösatt 28 februari 1987. Tagen i tjänst 29 juli 1988. Avrustad 28 maj 2004.
MPK-216
Påbörjad 22 juni 1986. Sjösatt 25 juni 1987. Tagen i tjänst 30 september 1988. Avrustad 22 juni 2005.
MPK-219
Påbörjad 7 november 1986. Sjösatt 30 september 1987. Tagen i tjänst 23 december 1988. Avrustad 10 april 2002.
MPK-224 Alexin
Påbörjad 28 februari 1987. Sjösatt 30 mars 1988. Tagen i tjänst 31 mars 1989. Döpt till Alexin 5 mars 2005.
MPK-227
Påbörjad 2 september 1987. Sjösatt 16 augusti 1988. Tagen i tjänst 29 juni 1989.
MPK-228 Basjkortostan
Påbörjad 20 november 1987. Sjösatt 31 oktober 1988. Tagen i tjänst 26 september 1989. Döpt till Basjkortostan 2 september 1999.
MPK-229 Kalmykija
Påbörjad 23 februari 1988. Sjösatt 30 januari 1989. Tagen i tjänst 6 april 1990. Döpt till Kalmykija 19 april 1996.